# Peter Fendi
Peter Fendi (Wenen, 4 september 1796 – aldaar, 28 augustus 1842) was een Oostenrijkse hofschilder, portret- en genreschilder, graveur en lithograaf. Hij was een van de belangrijkste kunstenaars uit de Biedermeier-periode.

## Levensloop
Peter Fendi was een zoon van Joseph en Elizabeth Fendi. Zijn vader was onderwijzer. Als kind viel hij van een commode, een ongeval dat onherstelbare schade aan zijn rug veroorzaakte. Fendi toonde in zijn kindertijd al talent voor tekenen. In 1810 - op dertienjarige leeftijd -  werd hij toegelaten tot de Academie van beeldende kunsten in Wenen waar hij drie jaar studeerde bij Johann Martin Fischer, Hubert Maurer en Johann Baptist Lampi de Oude.
Toen hij Joseph Barth ontmoette - een kunstverzamelaar en de persoonlijke oogarts van keizer Jozef II - én door middel van Barth's connecties met andere invloedrijke kunstenaars - vond Fendi in 1818 een baan bij de keizerlijke Galerij van Munten en Oudheden, waar hij ging werken als tekenaar en graveur. Voor zijn olieverfschilderij Vilenica uit 1821 ontving Fendi een gouden medaille en in 1836 werd hij verkozen tot lid van de Academie van Beeldende Kunsten.
Zowel edellieden als gewone mensen huurden Fendi in voor het geven van les in tekenen en schilderen. In zijn latere leven nam het onderwijs meer van zijn tijd in beslag. Tot zijn leerlingen behoorden Carl Schindler en Johann Friedrich Treml. 

## Werken
Fendi schilderde met olieverf, maakte aquarellen, maar werkte ook met boekdrukkunsten, etsen, lithografie en houtsnijwerk. De veelkleurige prenten van Fendi worden beschouwd als pionierswerken op het gebied van lithografie. Fendi wordt vooral herinnerd vanwege zijn genrescènes, onder invloed van Nederlandse schilders zoals Adriaen Brouwer, Adriaen van Ostade en Rembrandt. Andere invloeden op de artistieke ontwikkeling van Fendi komen van de Italianen Giovanni Bellini, Tintoretto, Titiaan en Paolo Veronese, die hij 1821 op een reis naar Venetië zag. Fendi is ook bekend om zijn portretten van de aristocratie. 
Betreffende zijn erotische kunst: een aan hem toegeschreven serie van veertig aquarellen thematiseert allerlei mogelijke seksuele posities en situaties. Door kunsthistorici wordt echter sinds 2007 met de tentoonstelling Peter Fendi und sein Kreis in het Albertina Museum betwist dat hij hiervan werkelijk de maker zou kunnen zijn.
Zijn werken worden bewaard in de Albertina in Wenen, de Österreichische Galerie Belvedere, Kunsthistorisches Museum en in de collecties van de Prins van Liechtenstein in Vaduz.

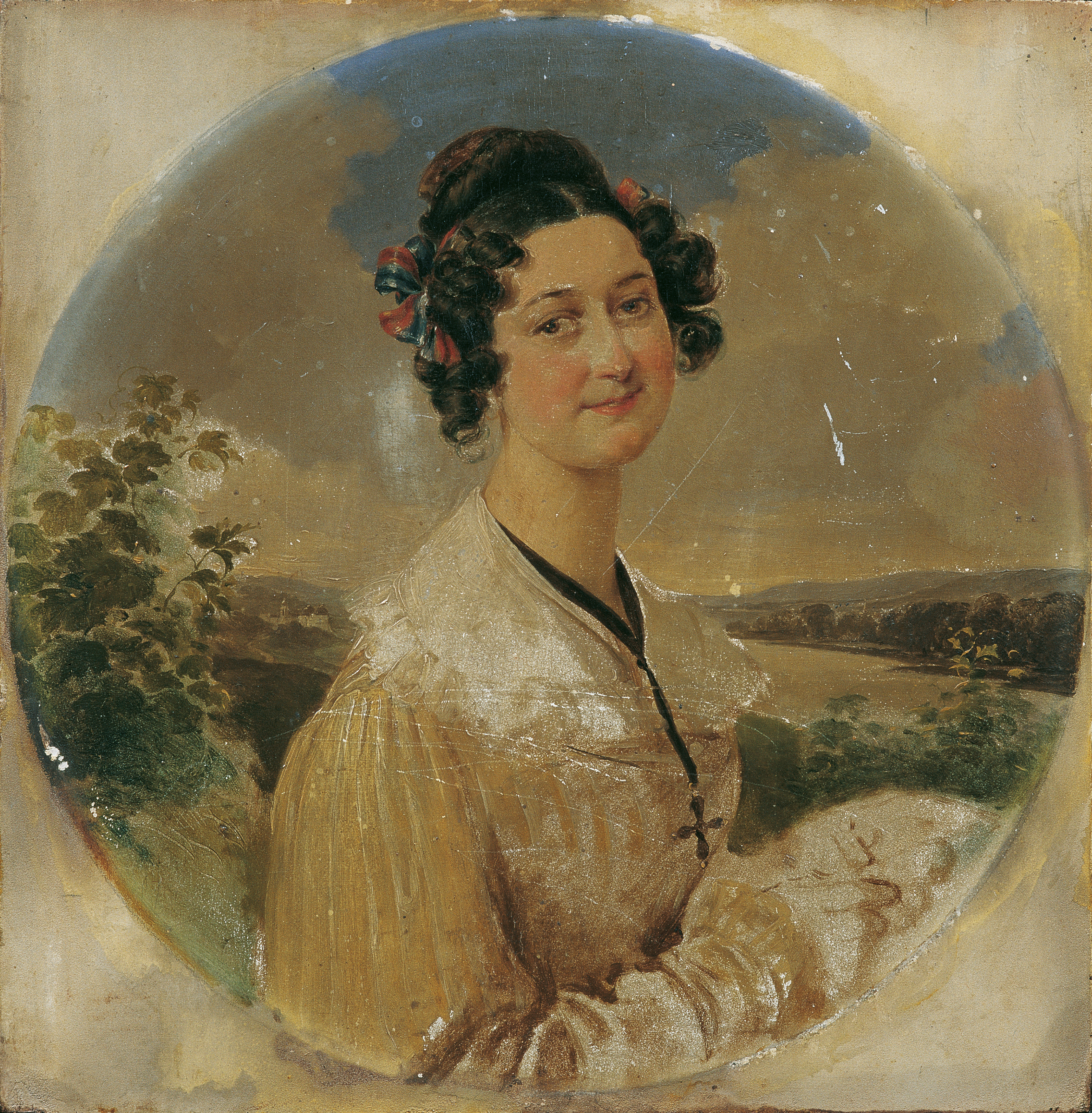
Elisabeth Konopasek, olieverf op paneel
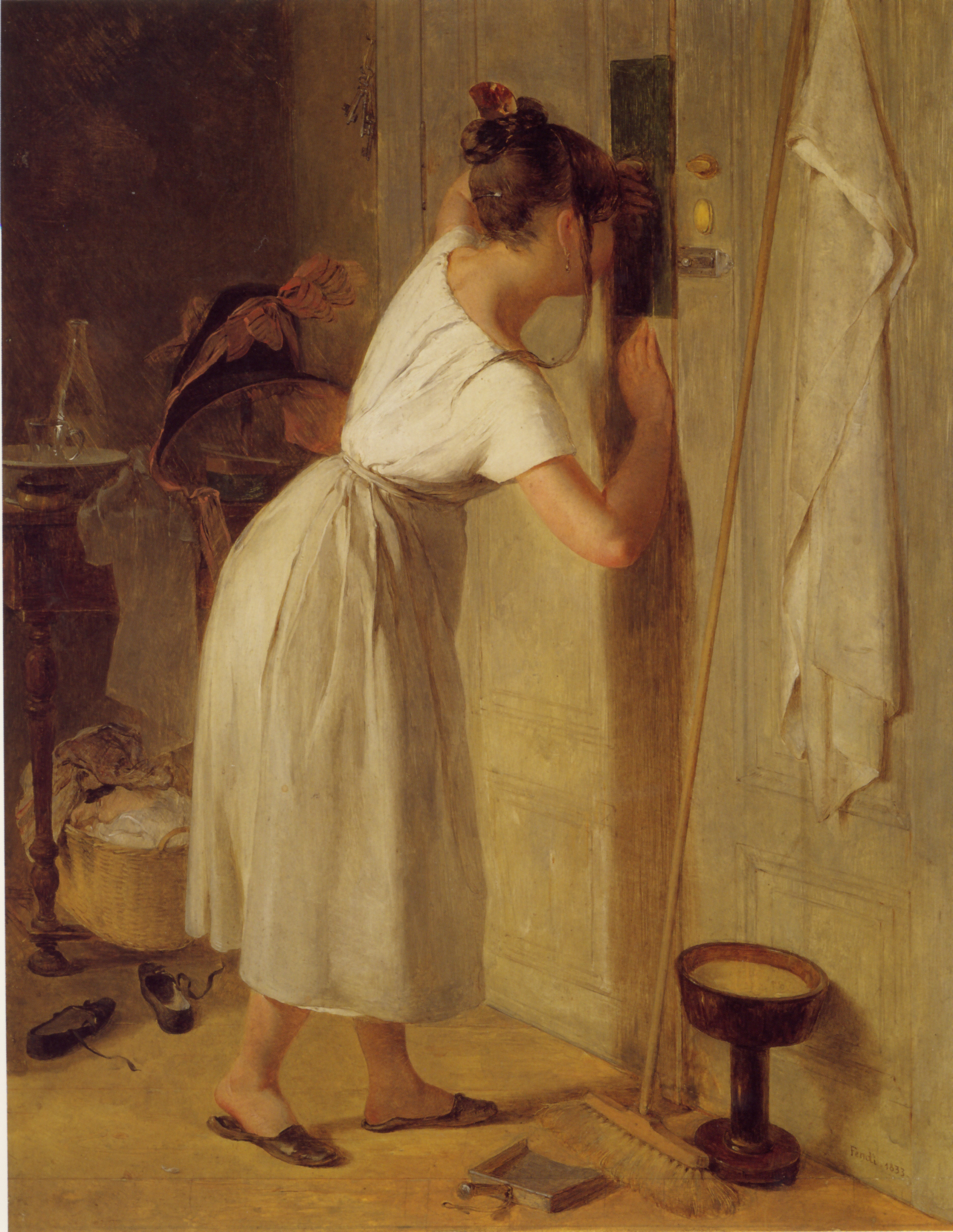
'Luistervink', olieverf op paneel, 1833
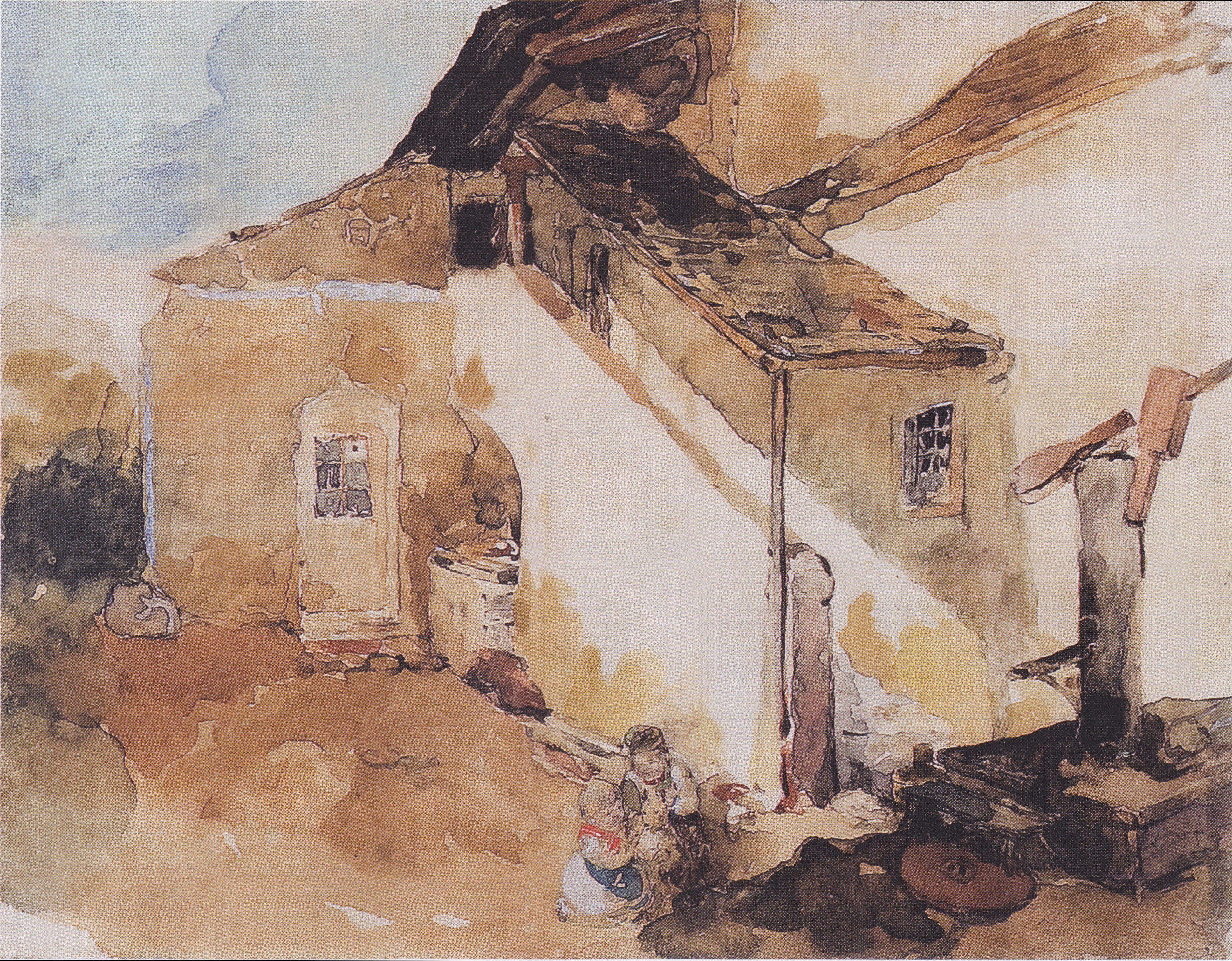
Landelijk tafereel, aquarel, ca. 1830
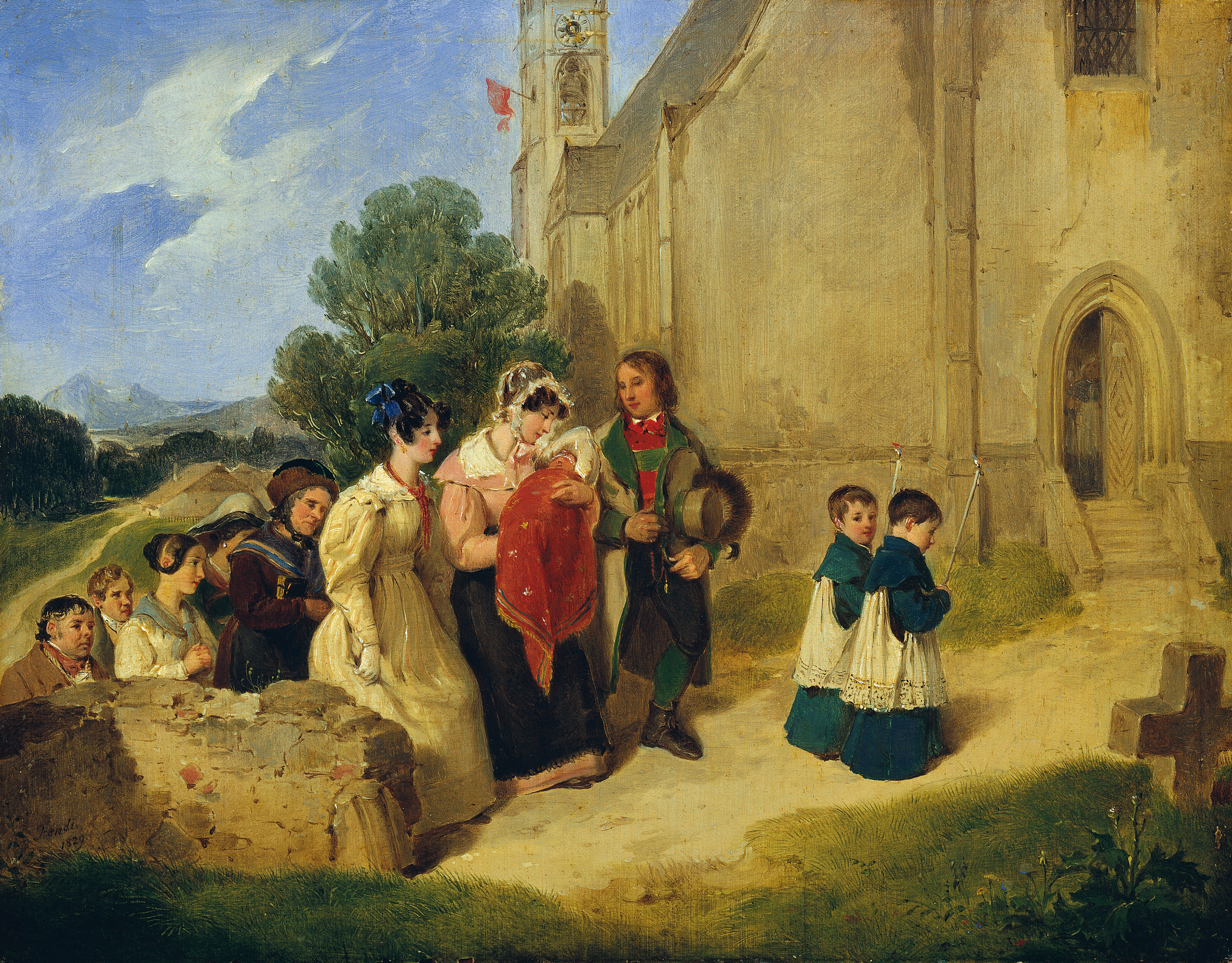
Doopprocessie, olieverf op paneel, 1829